# 高橋貢 (国文学者)
高橋 貢（たかはし みつぐ、1932年11月11日 - ）は、日本の国文学者、専修大学名誉教授。

## 略歴
東京生まれ。早稲田大学文学部国文科卒、同大学院博士課程満期退学、1973年「説話文学の研究」で博士（文学）取得。早稲田実業学校教諭、梅光女学院短期大学助教授、梅光女学院大学教授を経て、専修大学文学部教授。2003年に専修大学を定年退職し、名誉教授に就任。専門は中古説話文学。

## 著書
- 『十訓抄・古今著聞集要解』(文法解明叢書 有精堂出版 1969
- 『中古説話文学研究序説』桜楓社 1974
- 『今昔物語集要解』(文法解明叢書 有精堂出版 1979
- 『古本説話集全註解』有精堂出版 1985
- 『中古説話文学研究』おうふう 1998

### 訳・校注
- 景戒『日本霊異記』原田敏明共訳 平凡社東洋文庫 1967   平凡社ライブラリー 2000
- 『古本説話集』全訳注 講談社学術文庫 2001
- 『宇治拾遺物語』増古和子共訳注　講談社学術文庫、2018